# Comté de Carver
Le comté de Carver est situé dans l’État du Minnesota, aux États-Unis. Il comptait 106 922 habitants en 2020. Son siège est Chaska.

## Villes
- New Germany
- Waconia
- Chanhassen